# Salaon Tonga Tonga
Salaon Tonga Tonga is een bestuurslaag in het regentschap Samosir van de provincie Noord-Sumatra, Indonesië. Salaon Tonga Tonga telt 682 inwoners (volkstelling 2010).